# Francis Watson
Francis Watson (né en 1956) est un théologien britannique et un bibliste spécialiste du Nouveau Testament.

## Biographie
Il commence sa carrière au King's College de Londres avant d'être nommé à la chaire Kirby Laing d’exégèse du Nouveau Testament à l'Université d'Aberdeen en 1999. En 2007, il prend ses fonctions actuelles de professeur au Département de théologie et de religion de l'Université de Durham.
Il est bien connu comme un critique de ce que l’on appelle Nouvelle Perspective sur Paul (NPP). Ses critiques concernant cette NPP ont acquis d'autant plus d’importance qu'il a reçu l’approbation de James Dunn (un des promoteurs de la NPP) pour son sujet de thèse. Après cette dernière approbation, il étudie en particulier le travail socio-scientifique de Klaus Berger, ce qui contribue à le faire changer d’avis de façon spectaculaire sur certains résultats de sa thèse qu’il n’avait pas encore publiée. Le résultat en a été Paul, Judaism, and the Gentiles: A Sociological Approach, où il raconte son changement d'opinion.
Le volume qu’il publie en 2013, Gospel Writing. A Canonical Approach, est à ce jour son étude la plus volumineuse. Parmi les articles critiques les plus importants, on relève ceux de Markus Bockmuehl et de Richard Bauckham.
Ted Dorman suggère que, pour Watson, « la souveraineté herméneutique ne réside pas dans le texte, mais dans le sujet auquel il se réfère » - à savoir Jésus-Christ.
Watson est rédacteur en chef des New Testament Studies.